# 島根県薬剤師会
一般社団法人島根県薬剤師会（しまねけんやくざいしかい、英称: Shimane Pharmaceutical Association）は、島根県の薬剤師を会員とする法人。

## 本部所在地
〒690-0852 島根県松江市千鳥町8番地

## 郡市薬剤師会
- 松江市薬剤師会
- 出雲・簸川支部
- 安来・能義支部
- 雲南支部
- 江津・邑智支部
- 浜田支部
- 益田支部
- 鹿足支部
- 隠岐支部
- 県職支部